# Römischer Tempelbezirk Tawern

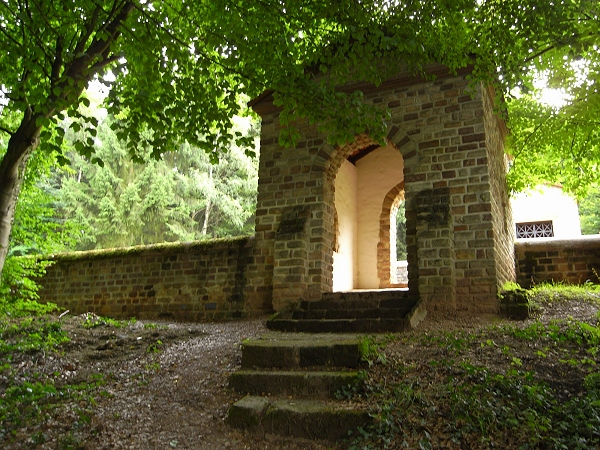
Zugang zum Tempelbezirk

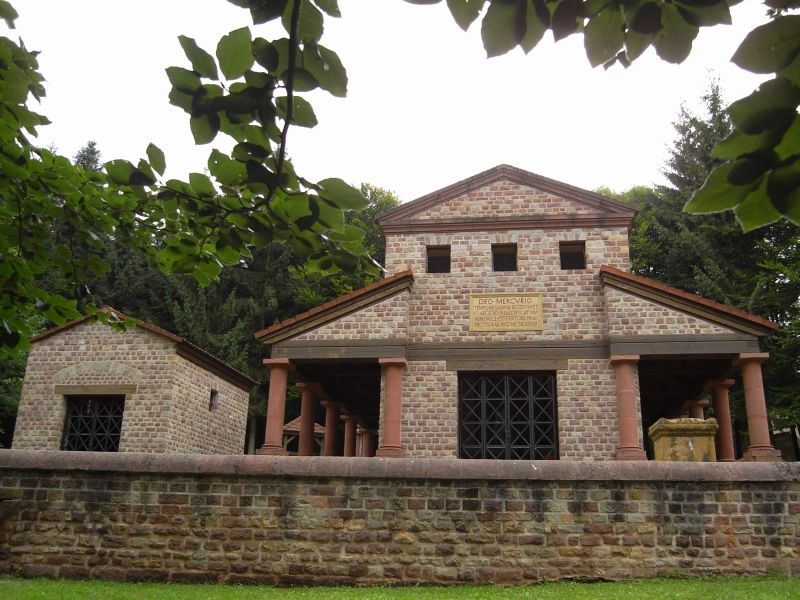
Die Front des Mercuriustempels

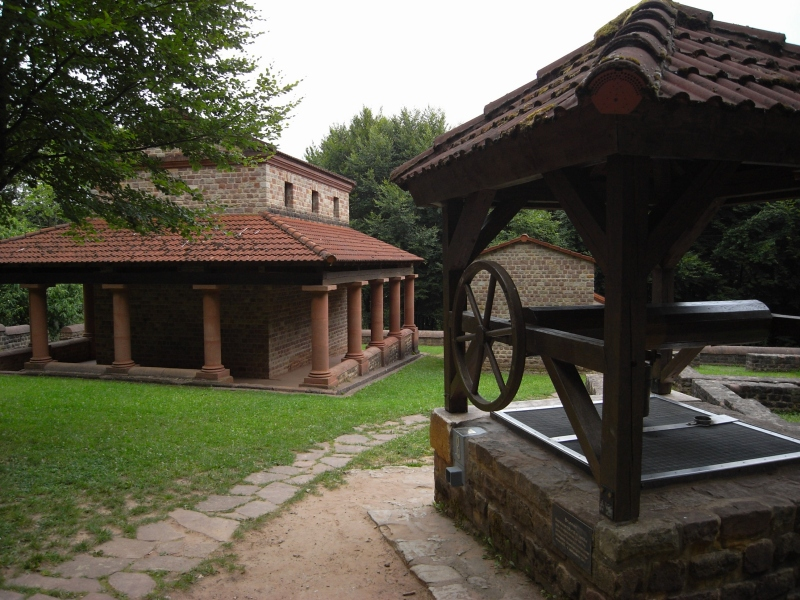
Der Mercuriustempel von hinten, rechts der Brunnen

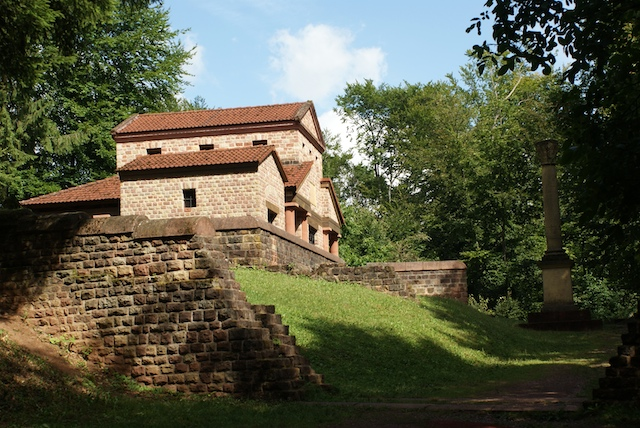
Tempelanlage von der linken Seite

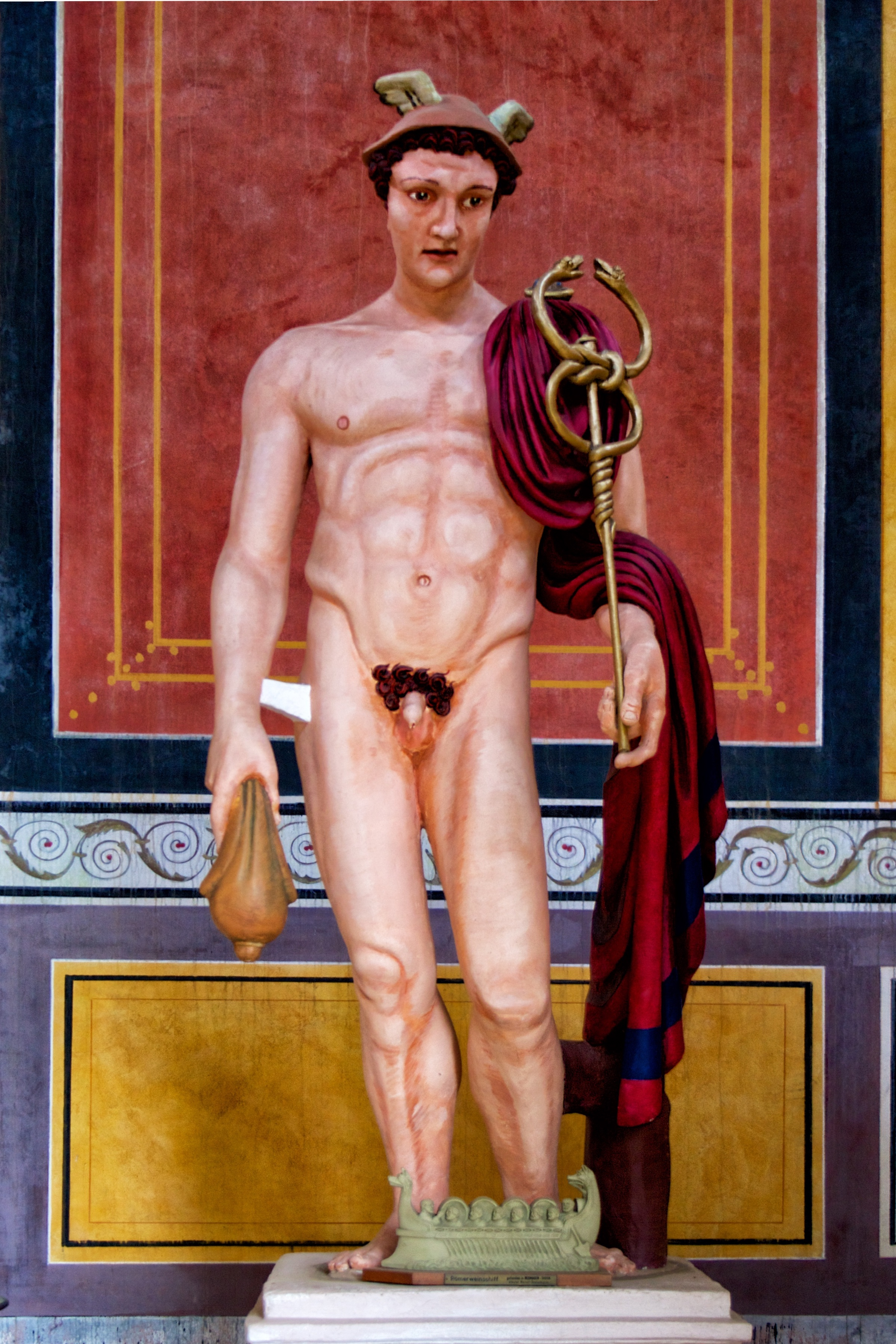
Mercurius Plastik

Der Römische Tempelbezirk Tawern ist eine auf dem Metzenberg gelegene Ansammlung antiker Tempelgebäude nahe dem heutigen Ort Tawern im rheinland-pfälzischen Landkreis Trier-Saarburg in Deutschland.

## Geschichte
Das von einer unregelmäßigen viereckigen Bezirksmauer (46 × 36 m) umgebene Heiligtum umfasste ursprünglich vermutlich fünf Tempel, deren Fronten auf einer Fluchtlinie zum Tal zeigten. Im Laufe der Zeit wurden vier Nebengebäude und zwei Toranlagen errichtet. Einer der Tempel wurde durch einen direkt dahinter hangaufwärts errichteten Tempel ersetzt, während drei weitere Tempel einem größeren Tempel mit dreiseitigem Umgang weichen mussten.
In diesem größeren Tempel stand eine überlebensgroße Plastik des Gottes Mercurius. Reisende auf der bedeutenden Römerstraße „Via Agrippa“ von Metz nach Trier sollen im Tempelbezirk dem Gott des Handels, des Gewerbes und des Verkehrs, geopfert haben.
Vermutlich zerstörten Christen spätestens zur Zeit des Verbots der Ausübung heidnischer Kulte im Jahre 392 die Tempelanlage.

## Rekonstruktion
Auf dem Gelände befand sich ein über 15 Meter tiefer Brunnen. Als die Anlage 1986/87 unter Leitung des Rheinischen Landesmuseums Trier ausgegraben und teilweise rekonstruiert wurde, fand man im Brunnenschacht architektonische Elemente, Münzen, Krüge und plastische Darstellungen, die anhand der Schichtung im Brunnen eine hervorragende Rekonstruktion der Geschichte des Tempelbezirks ermöglichten. So wurde mit Hilfe einer Münze festgestellt, dass der Brunnen noch Ende des vierten Jahrhunderts bestand.

## Anfahrt
Das Gelände ist ganzjährig rund um die Uhr betretbar. Man erreicht den Tempelbezirk vom Ort Tawern, indem man den Wegweisern bis zu einem rund zehn Fahrzeuge fassenden Parkplatz folgt. Von dort an verläuft ein Waldwirtschaftsweg weiter, der nach etwa 800 Metern am Tempelbezirk vorbeiführt.